# Spirontocaris pusiola
Spirontocaris pusiola är en kräftdjursart. Spirontocaris pusiola ingår i släktet Spirontocaris och familjen Hippolytidae. Inga underarter finns listade i Catalogue of Life.